# Joan Janopul
Joan Janopul (en llatí Joannes Janopulus o Junopulus) fou un jurista romà d'Orient. De fet en una de les seves peces, al Ius Graeco-Romanum de Leunclavius, se l'anomena Joannes fill de Jonopulus, i Joannes Chartophylax (Ἰωάννης χαρτοφύλαξ ὁ τοῦ ᾿ιωνοπρούλου.). Fabricius el situa vers el 1370 però amb poca seguretat.
Va escriure les següents obres:
- 1. Πιττάκιον Πατριαρχικόν, en llatí Breve Patriarchale. Una exposició sobre dret canònic.
- 2. Περὶ γάμον τοῦ ? βαθμο?, en llatí De Nuptiis Septimi Gradus. Tracta el cas d'un home que s'havia casat amb una cosina segona de la seva mare.

Nicolau Comnè Papadopoli, un autor poc fiable, li atribueix a més:
- 3. Explicatio Canonum Poenitentialium Gregorii Thaumaturgi.
- 4. Responsum duodecinum ad Catholicos Iberiae.
- 5. Suggestio ad D. Patriarchum de Testinonio Clericorum.[1]